# Handball-Oberliga (DDR)
Die Handball-Oberliga der DDR war die höchste Spielklasse im Hallenhandball der Deutschen Demokratischen Republik (DDR). Sie wurde 1964 eingeführt. Die letzte Saison wurde 1990/91 und damit noch nach dem Ende der DDR als eigenständiger Staat ausgespielt. Veranstalter war der Deutsche Handballverband.

## Geschichte
Die eingleisige DDR-Oberliga wurde zur Spielzeit 1964/65 als höchste Spielklasse oberhalb der bis dahin als höchste Spielklasse fungierenden DDR-Liga eingerichtet. Zuvor waren die Meisterschaften in Turnierform (bis 1955) bzw. in der zweigleisigen Liga mit einem Endspiel der beiden Staffelsieger (1955 bis 1964) ausgespielt worden. Die Oberliga war eine zahlenmäßig relativ kleine Liga, in der über Jahrzehnte hinweg regulär nur je zehn Mannschaften spielten. Eine Aufstockung erfolgte erst in den letzten Jahren ihres Bestehens.

## Männer
Seit Mitte der 1960er Jahre bestimmten die fünf (anfangs sechs) zentral geförderten Sportklubs das Leistungsniveau und machten die Meisterschaft unter sich aus.
Es handelt sich um (in Reihenfolge der „ewigen Tabelle“):
- SC Magdeburg
- SC Empor Rostock
- SC Leipzig
- ASK Vorwärts Frankfurt/Oder
- SC Dynamo Berlin
- SC DHfK Leipzig (bis 1975, dann Eingliederung der Handball-Mannschaft in den SCL)

Seit Einführung der Oberliga konnte mit der BSG Wismut Aue nur eine Betriebssportgemeinschaft, die keinem dieser Leistungszentren angehörte, eine Medaille holen (3. Platz in der Saison 1976/77).
Auch das Leistungsgefälle zur zweiten Liga war sehr groß. Ab Beginn der 1980er Jahre schaffte in nur vier Fällen ein Aufsteiger den Klassenerhalt – davon zwei durch die Vergrößerung der Liga zur Saison 1988/89.
Da die Männer-Handballnationalmannschaft der DDR über viele Jahre zu den stärksten Handballmannschaften der Welt zählte (u. a. als Olympiasieger 1980), andererseits den Spitzenspielern der Weg zu ausländischen Vereinen verwehrt war, gehörte die DDR-Oberliga zu den stärksten Ligen der Welt, was auch durch zahlreiche Erfolge im Europacup belegt wird.

### Turnierformat
- 1950: komplexes Format mit zwölf Mannschaften
- 1951–1954: Meisterschaft mit sechs Mannschaften (qualifiziert waren die Landes- bzw. Bezirksmeister), zwei Dreiergruppen, Finalspiel
- 1955–1963/64: DDR-Liga in zwei Staffeln mit Finalspiel der Staffelsieger. Staffelgröße anwachsend von fünf Mannschaften bis auf maximal zehn pro Staffel. Staffelspiele meist doppelrundig, in früheren Jahren auch als einfache Runde
- 1964/65–1972/73: Oberliga mit 10 Mannschaften, doppelrundig
- Saison 1973/74: Oberliga mit 10 Mannschaften, Dreifachrunde (erste Runde an neutralen Spielorten)
- 1974/75–1976/77: Oberliga mit 10 Mannschaften, doppelrundig mit zusätzlichen Finalrunden nach Halbierung des Feldes
- 1977/78–1987/88: Oberliga mit 10 Mannschaften, doppelrundig
- 1988/89–1990/91: Oberliga mit 12 Mannschaften, doppelrundig

### DDR-Meister(Männer)
- 1991 SC Magdeburg
- 1990 1. SC Berlin (bestritt den längsten Teil der Saison noch als SC Dynamo Berlin)
- 1989 ASK Vorwärts Frankfurt/Oder
- 1988 SC Magdeburg
- 1987 SC Empor Rostock
- 1986 SC Empor Rostock
- 1985 SC Magdeburg
- 1984 SC Magdeburg
- 1983 SC Magdeburg
- 1982 SC Magdeburg
- 1981 SC Magdeburg
- 1980 SC Magdeburg
- 1979 SC Leipzig
- 1978 SC Empor Rostock
- 1977 SC Magdeburg
- 1976 SC Leipzig
- 1975 ASK Vorwärts Frankfurt/Oder
- 1974 ASK Vorwärts Frankfurt/Oder
- 1973 SC Empor Rostock
- 1972 SC Leipzig
- 1971 SC Dynamo Berlin
- 1970 SC Magdeburg
- 1969 SC Dynamo Berlin
- 1968 SC Empor Rostock
- 1967 SC Dynamo Berlin
- 1966 SC DHfK Leipzig
- 1965 SC DHfK Leipzig
- 1964 ASK Vorwärts Berlin
- 1963 BSG Lokomotive Südost Magdeburg
- 1962 SC DHfK Leipzig
- 1961 SC DHfK Leipzig
- 1960 SC DHfK Leipzig
- 1959 SC DHfK Leipzig
- 1958 SC Lokomotive Leipzig (Pokalsieger). Wegen der Hallenhandball-WM in der DDR wurde nur ein Pokalturnier ohne Nationalspieler ausgespielt.
- 1957 SC Empor Rostock
- 1956 SC Empor Rostock (Der SC Empor hatte die I. Männermannschaft der BSG Motor übernommen)
- 1955 BSG Motor Rostock
- 1954 BSG Motor Rostock
- 1953 BSG Motor Rostock
- 1952 SV Deutsche Volkspolizei Halle
- 1951 SV Deutsche Volkspolizei Halle
- 1950 SC Weißensee

## Frauen
Die Spielbetrieb der Frauen wurde nahezu während des gesamten Bestehens mit zehn Mannschaften durchgeführt. Lediglich im letzten Jahr vor ihrer Auflösung wurde die Oberliga auf elf Mannschaften aufgestockt.

### DDR-Meister (Frauen)
- 1991 SC Leipzig
- 1990 ASK Vorwärts Frankfurt/Oder
- 1989 SC Empor Rostock
- 1988 SC Leipzig
- 1987 ASK Vorwärts Frankfurt/Oder
- 1986 ASK Vorwärts Frankfurt/Oder
- 1985 ASK Vorwärts Frankfurt/Oder
- 1984 SC Leipzig
- 1983 ASK Vorwärts Frankfurt/Oder
- 1982 ASK Vorwärts Frankfurt/Oder
- 1981 SC Magdeburg
- 1980 Berliner TSC
- 1979 Berliner TSC
- 1978 SC Leipzig
- 1977 Berliner TSC
- 1976 SC Leipzig
- 1975 SC Leipzig
- 1974 Berliner TSC
- 1973 SC Leipzig
- 1972 SC Leipzig
- 1971 SC Leipzig
- 1970 SC Leipzig
- 1969 SC Leipzig
- 1968 SC Leipzig
- 1967 SC Empor Rostock
- 1966 SC Empor Rostock
- 1965 SC Leipzig
- 1964 BSG Fortschritt Weißenfels
- 1963 BSG Fortschritt Weißenfels
- 1962 BSG Fortschritt Weißenfels
- 1961 BSG Lokomotive Rangsdorf
- 1960 BSG Chemie Zeitz
- 1959 BSG Fortschritt Weißenfels
- 1958 BSG Fortschritt Weißenfels
- 1957 SC Lokomotive Leipzig
- 1956 BSG Lokomotive Rangsdorf
- 1955 BSG Fortschritt Weißenfels
- 1954 BSG Einheit Weimar
- 1953 BSG Rotation Leipzig-Mitte
- 1952 SC Berlin-Weißensee
- 1951 BSG KWU Weimar

## Die einzelnen Spielzeiten (Männer)
In den Saisons 1948 und 1949 wurde eine Ostzonenmeisterschaft ausgetragen. In der Saison 1957/58 fand wegen der Weltmeisterschaft in der DDR keine Landesmeisterschaft statt.